# Pardomuan Janji Angkola
Pardomuan Janji Angkola is een bestuurslaag in het regentschap Tapanuli Utara van de provincie Noord-Sumatra, Indonesië. Pardomuan Janji Angkola telt 567 inwoners (volkstelling 2010).